# Massa cristiana
Con la locuzione massa cristiana si intende una unità militare non regolare, una milizia armata, guidata da un capo d'onore. Il termine entrò nell'uso in Piemonte alla fine del XVIII secolo, durante le insorgenze antifrancesi in Italia del 1799.
Essa non è da confondere con il puro e semplice brigantaggio dello stesso periodo, di cui l'esponente più illustre e romanzesco fu l'alessandrino Mayno della Spinetta.

## Storia
Il Piemonte fu invaso dalle armate napoleoniche nel 1796. Tre anni dopo, Austria e Russia, approfittando dell'assenza di Napoleone dall'Europa, si coalizzarono contro di lui. Quando le truppe della coalizione austro-russa scesero nell'Italia settentrionale (1799), la popolazione delle campagne piemontesi li accolse come liberatori. Il comandante delle colonne dirette in Piemonte era Branda de Lucioni, maggiore austriaco (di origine lombarda). Vedendo che la popolazione era insorta contro gli occupanti francesi, prese il comando delle operazioni, autodefinendosi "comandante dell'ordinata massa cristiana", emanando proclami e costituendo di fatto un esercito personale (i "brandalucioni", come furono chiamati).
Oltre a quella di Branda, altre masse cristiane si formarono a Novara, Biella, Ivrea, Santhià e Chivasso. Il 25 maggio 1799 Branda e i suoi sconfissero i repubblicano-giacobini a Torino e occuparono il capoluogo. Non pago, Branda inseguì i francesi in ritirata. Successivamente emanò proclami per ottenere il sostegno delle popolazioni del cuneese. Ma questo esercito personale non fu gradito ai capi dell'esercito regolare, e il 16 giugno Branda Lucioni viene destituito e la Massa cristiana invitata a sciogliersi.
Nel 1800, con il ritorno al potere dei francesi, i protagonisti del moto insurrezionale vennero duramente colpiti. Vittime della repressione furono molte delle 423 persone ghigliottinate a Torino in Piazza Carlina in quegli anni.